# Jombangdelik
Jombangdelik is een bestuurslaag in het regentschap Gresik van de provincie Oost-Java, Indonesië. Jombangdelik telt 1285 inwoners (volkstelling 2010).